# Svatý opasek

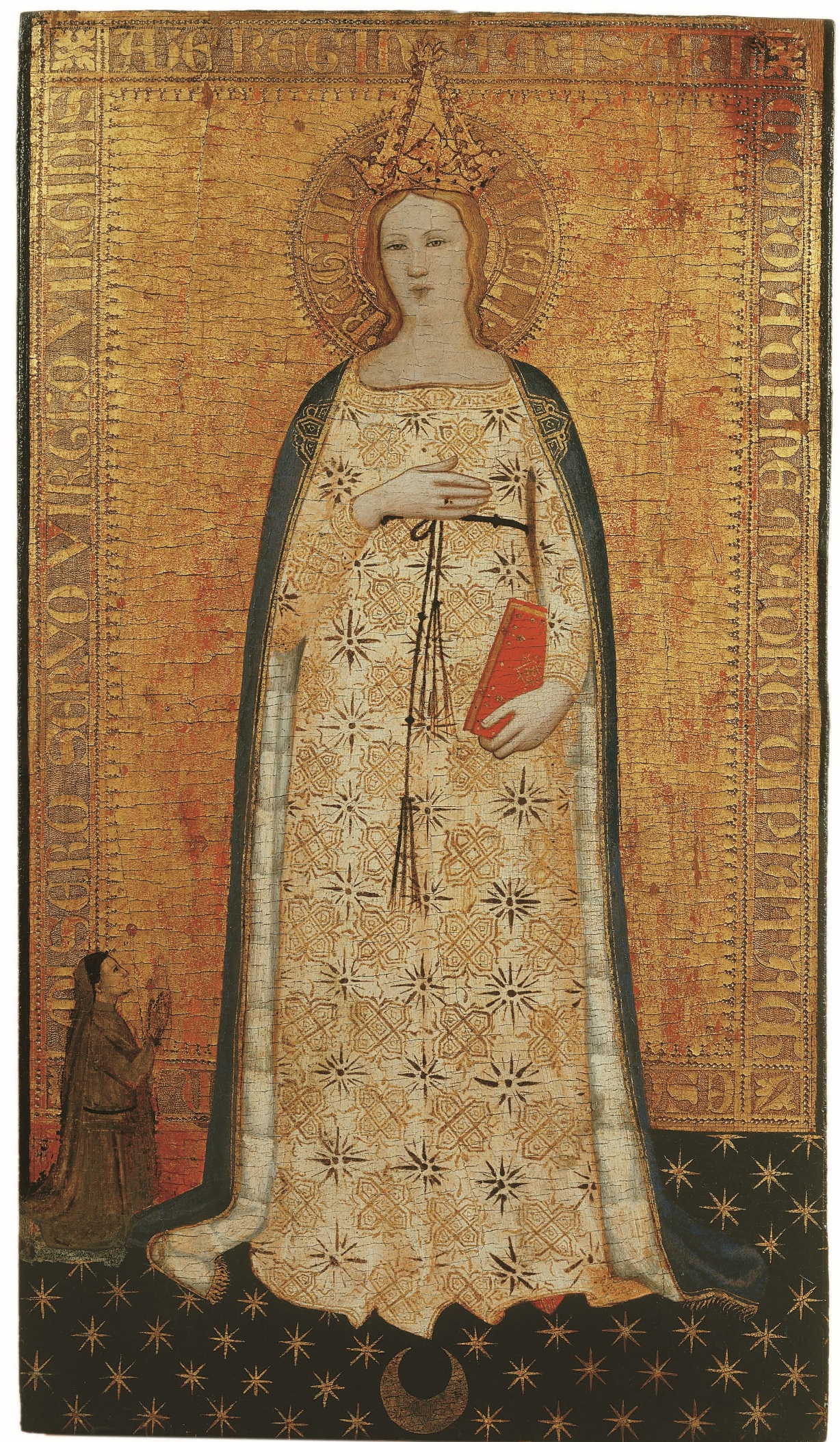
Nardo di Cione, Madona s opaskem a donátorm, 1355-1360

Svatý opasek (latinsky cingulum sacrum, italsky Sacra Cintola, také Opasek svatého Tomáše je křesťanská relikvie, uctívaná od středověku v římskokatolické církvi a uložená v pokladnici katedrály v Pratu v Toskánsku.   
Podle legendární tradice si tento opasek zhotovila Panna Marie z velbloudí srsti sama během očekávání Kristova narození. Po svém Nanebevzetí jej darovala apoštolovi svatému Tomáši. Tomáš by jediným apoštolem, který nebyl přítomen, když byla Panna Maria přijata do nebe. Pochyboval o této události stejně, jako pochyboval o Kristově vzkříšení. Proto se mu Marie zjevila a seslala mu svůj pás jako důkaz.

## Ikonografie

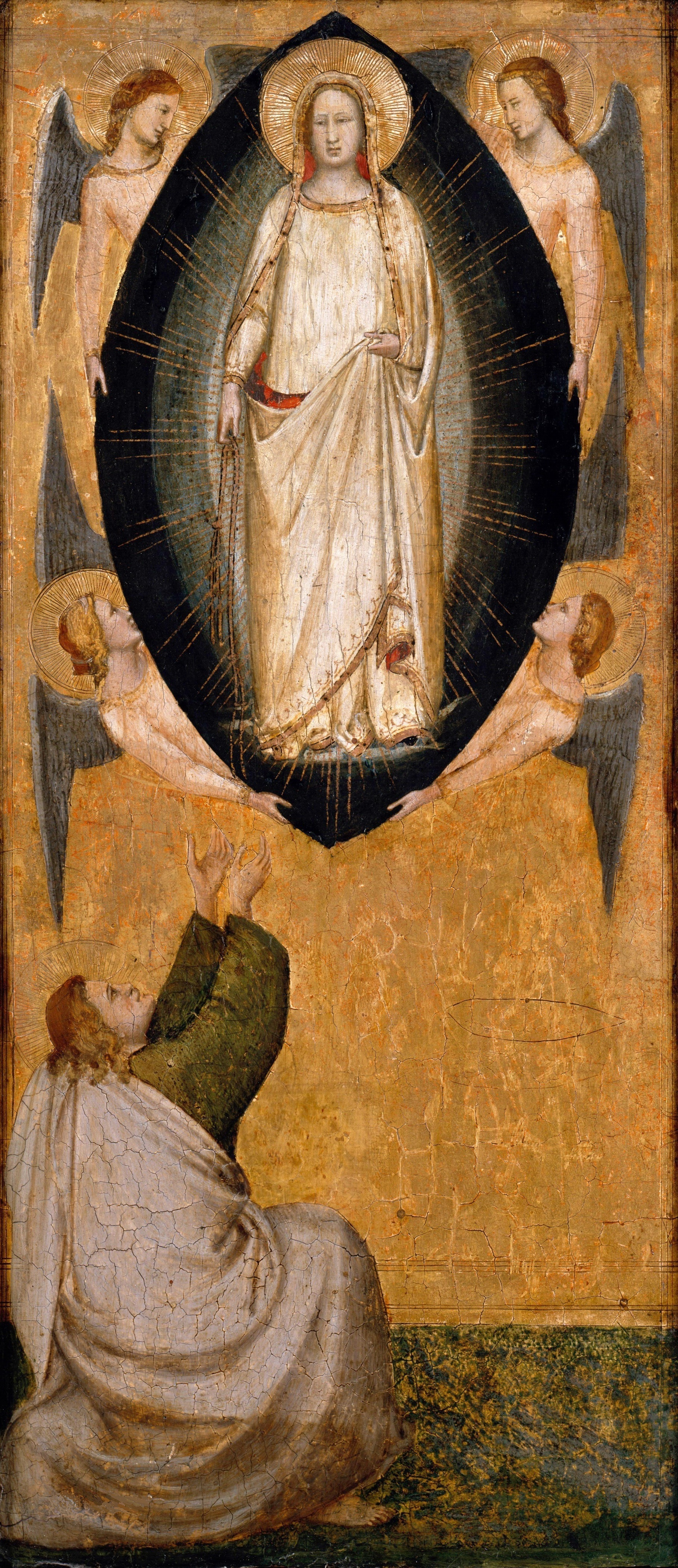
Maso di Banco, Mariin pás a svatý Tomáš, 1337-9, Státní muzea Berlín

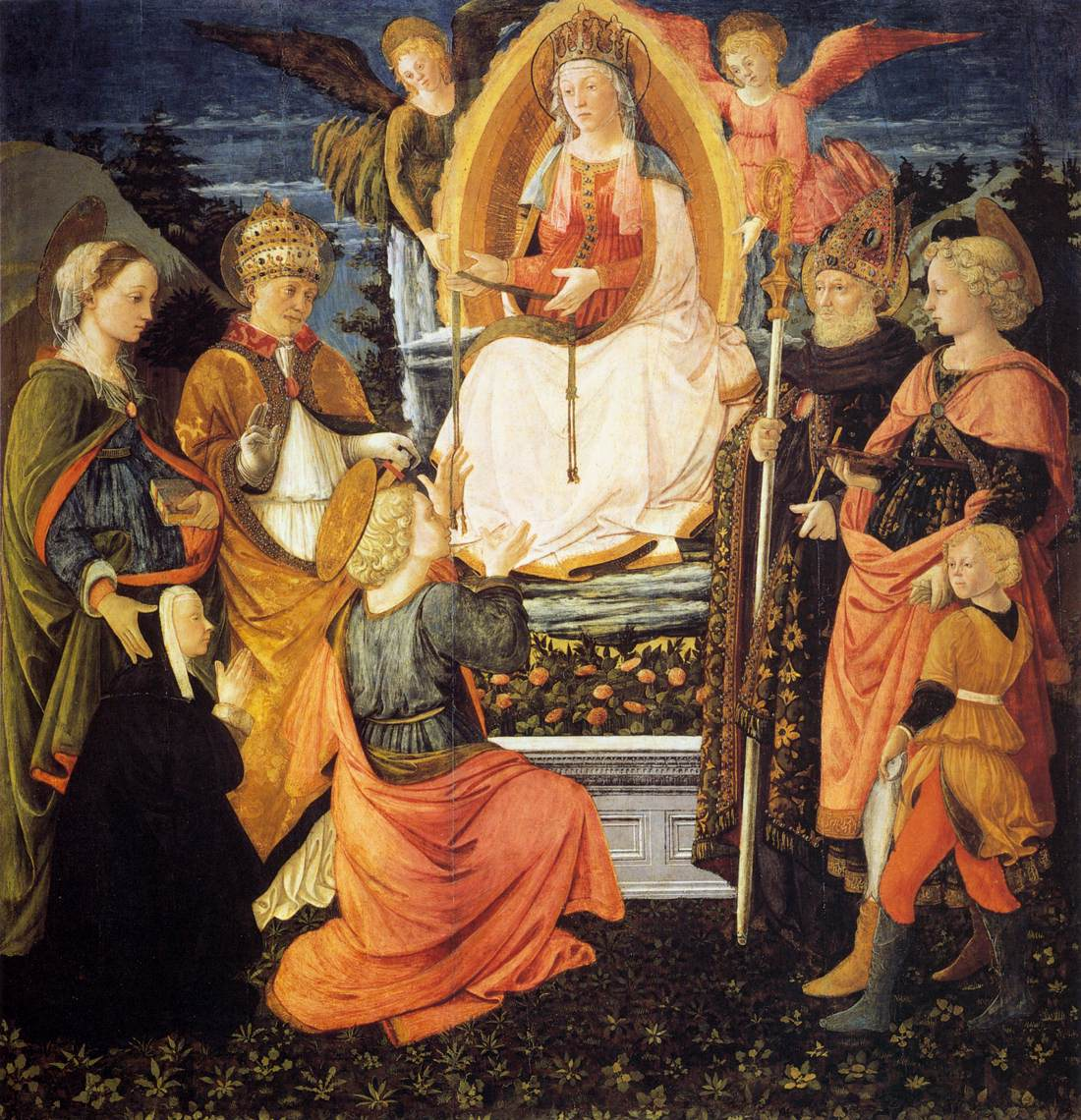
Fra Filippo Lippi:Madonna della Cintola

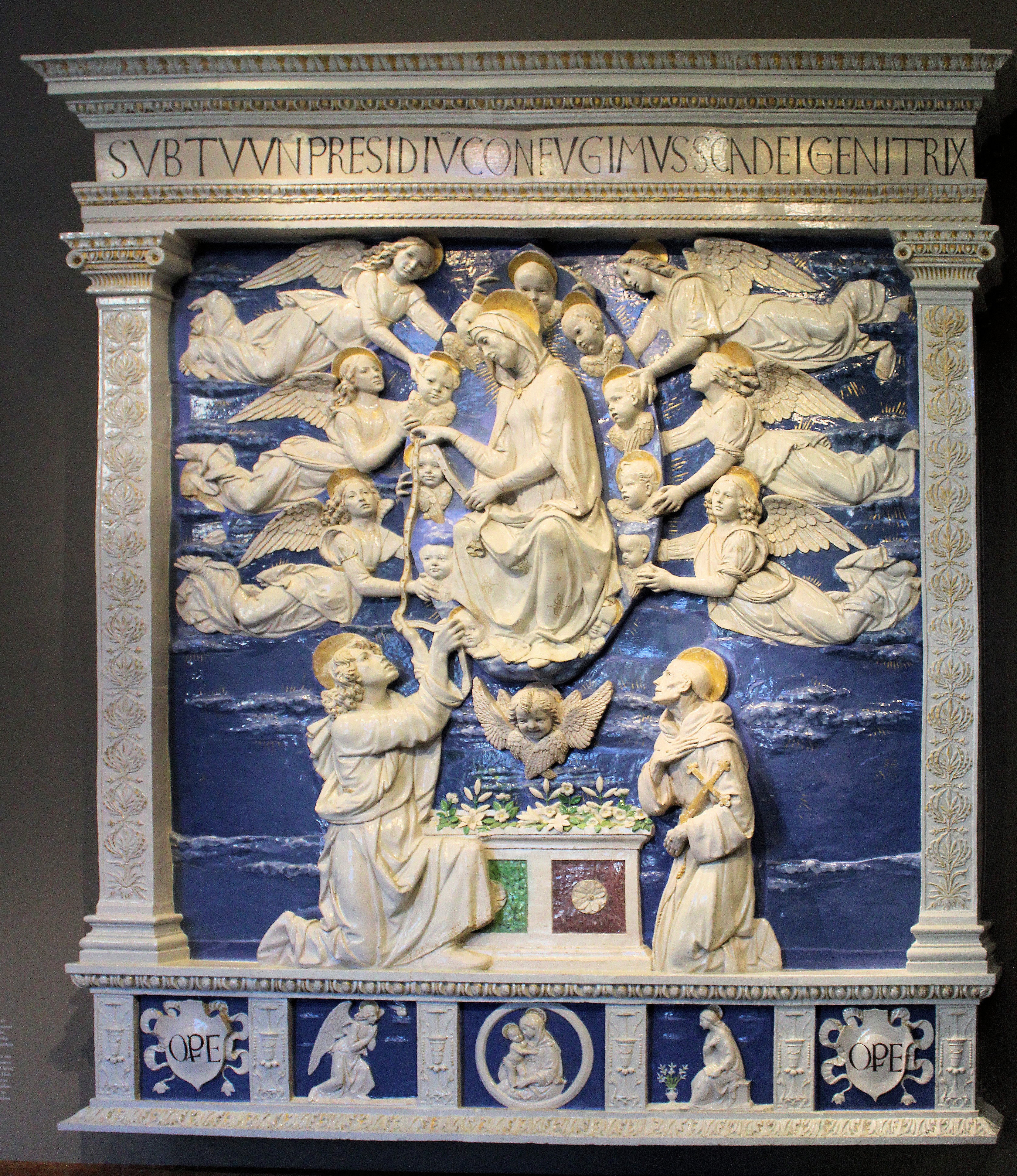
Andrea della Robbia: Madonna della Cintola a sv. Tomáš, kolem 1500, Liebieghaus

Vyobrazení Panny Marie předávající svůj opasek apoštolovi Tomáši bylo oblíbeným tématem gotické, renesanční a barokní malby, zejména v Itálii, kde byla celá relikvie opasku uchovávána a od počátku 14. století uctívána v pokladu katedrály v Pratu v Toskánsku. Předávání opasku se často odehrává ve scénách svaté konverzace, tj. s meditujícími, modlícími se či jen přihlížejícími světci, často jimi bývají svatý František z Assisi, sv. Bonaventura či sv. Jeroným. jindy Panna marie opasek jen spouští dolů, aniž by jej někomu darovala. 
Částečky ze Svatého opasku byly uctívány také v bazilice Santa Maria di Chalcoprateia v Konstantinopoli, v Homsu (v Sýrii), v Římě, v Cáchách, Praze, Andechsu, Pise, v katedrále v Palermu, v Puy-Notre-Dame ve Francii, v Somersetu v Anglii i na dalších místech. Pořádaly se k nim pouti. 
Také v ortodoxní a ruské pravoslavné církvi byl opasek uctíván.

## Zasvěcení
- Kostel Očekávání Panny Marie byl postaven roku 1523 na Hoře svatého Tomáše ve stejnojmenném předměstí města Čennai v Indii.
- Oltáře Panny Marie nabízející k adoraci svůj Svatý opasek jsou doloženy z několika kostelů v Itálii, které částečku z této relikvie vlastnily.